# Olena Žyrko
Olena Mykolaïvna Žyrko, coniugata Marenčikova (in ucraino Олена Миколаівна Жирко-Маренчікова?; Dnipropetrovs'k, 16 febbraio 1968), è un'ex cestista ucraina, fino al 1991 sovietica.

## Carriera
Con l'Unione Sovietica ha disputato i Campionati europei del 1991.
Con la Squadra Unificata ha disputato i Giochi olimpici di Barcellona 1992.
Con l'Ucraina ha disputato i Campionati europei del 1995 e i Giochi olimpici di Atlanta 1996.